# Peter Unfried

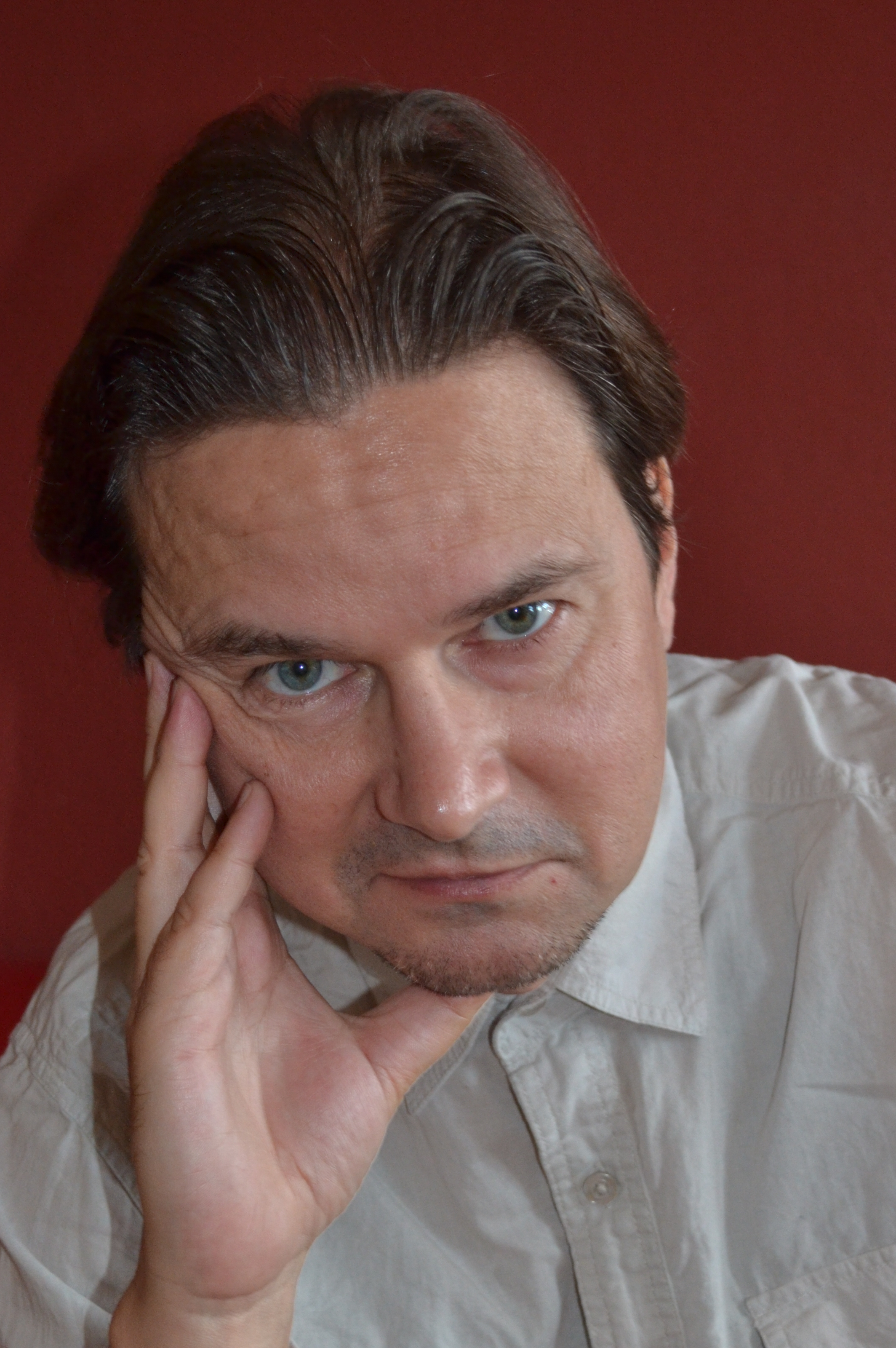
Peter Unfried (2012)

Peter Unfried (* 8. November 1963 in Schwäbisch Gmünd) ist ein deutscher Journalist und Autor. Er ist Chefredakteur des Magazins Taz.Futurzwei.

## Leben
Unfried wuchs in Stimpfach in Baden-Württemberg auf und studierte nach dem Abitur in Ellwangen (Jagst) Kommunikationswissenschaften, Literatur und Amerikanistik in Stuttgart und Tübingen. Seine ersten journalistischen Stationen waren das Hohenloher Tagblatt in Crailsheim, und das Schwäbische Tagblatt in Tübingen. 1994 kam Peter Unfried unter Aufhebung des Quotierungsbeschlusses zur Sportredaktion der taz. Von 1999 bis 2009 war er dort stellvertretender Chefredakteur. Er verantwortete viele Neuerungen wie die Rubrik „Schwerpunkt“, das großformatige Titelthema und die Gesellschaftsseiten „taz“. Er begründete die satirische Seite-1-Rubrik „verboten“. Seit 2009 ist Unfried Chefreporter der taz. Unfried war außerdem Dozent an der FH Kunst Arnstadt, die 2013 ihren Lehrbetrieb einstellte. Er ist seit 2015 Chefredakteur des von Harald Welzer herausgegebenen Magazins Taz.Futurzwei.
Unfried lebt mit seiner Frau und seinen beiden Kindern in Berlin-Kreuzberg. Sein Bruder ist der Kolumnist Martin Unfried. Seine Tochter ist die Autorin und Moderatorin Paulina Unfried.

## Rezeption
Peter Unfried beschreibt eine Phase seines Lebens in seinem Buch Öko. Al Gore, der neue Kühlschrank und ich. Dort entwickelte er das Konzept einer individuellen „Klimakultur“ und „Lebensstilverantwortung“, aus der gesellschaftliche und politische Dynamik entstehen soll, um Energiewende und Klimawandel zu bewältigen. Der Stern schrieb 2008: „Peter und Martin Unfried: Die Rock’n’Roller des Klimaschutzes. Um Kundengefühle zu wecken, bauen Autokonzerne Prunkbauten wie die BMW-Welt in München. Sowas müsste es auch für Öko-Produkte geben, meinen die Brüder Unfried. Sie sind Vorkämpfer eines neuen Energiebewusstseins, das auf eine veränderte Konsumlogik setzt.“
Sein Kursbuch für konkretes ökologisches Umdenken mit der Schauspielerin Christiane Paul enthält laut FAZ „wegweisende Texte einer Wahrnehmungsänderung“. Mit Christiane Paul stand Unfried für die Videoclipserie Hirnifragen vor der Kamera, die auf dem YouTube-Kanal von Taz.Futurzwei verfügbar sind.
In seinem Buch Autorität ist, wenn die Kinder durchgreifen (2012) beschäftigt er sich mit der Frage, wie eine als „zeitgemäß modern“ geplante Koexistenz zwischen Eltern und Kindern in der Realität abläuft.

## Auszeichnungen
- 2010 Journalistenpreis Münsterland[13][14] in der Kategorie „Wirtschaft und Tourismus“ für seinen Artikel „Hier ackert die Chefin selbst“[15] über das in Münster ansässige Lifestyle-Magazin „Landlust“, erschienen in „taz – die tageszeitung“ am 27. Juni 2009.
- 2014 Theodor-Wolff-Preis: Journalistenpreis der deutschen Zeitungen[2] in der Kategorie „Meinung/Leitartikel/Kommentar/Glosse“[2] für seinen Artikel „Auf der Suche nach Adorno“[2][16], erschienen in „taz – die tageszeitung“ am 29. Juni 2013.

## Werke
- Öko: Al Gore, der neue Kühlschrank und ich. Dumont Buchverlag, 2008, ISBN 3-8321-8063-X.
- Das Leben ist eine Öko-Baustelle: Mein Versuch, ökologisch bewusst zu leben. Mit Christiane Paul. Ludwig Buchverlag, 2011, ISBN 3-453-28021-0.
- Stromwechsel. Wie Bürger und Konzerne um die Energiewende kämpfen. Mit Hannes Koch und Bernhard Pötter, Westend, 2012. ISBN 3-86489-008-X
- verboten: Die zärtlichste Rubrik, seit es Satire gibt. Mit Arno Frank,  Westend, 2012. ISBN 3-86489-029-2
- Autorität ist, wenn die Kinder durchgreifen: Wahre Geschichten aus der Familienhölle. Ludwig Buchverlag, 2012, ISBN 3-453-28044-X